# Anna Svärd
För curlingsspelaren som tidigare bar detta namn, se Anna Le Moine
Anna Svärd är en roman av Selma Lagerlöf från 1928. Den är den tredje och sista delen av romansviten Löwensköldska ringen.
Huvudfigurerna är den unge prästen Karl-Arthur Ekenstedt och hans maka, dalkullan Anna Svärd, som han anser sig ha fått Guds befallning att ta till maka, sedan hans förbindelse med Charlotte Löwensköld blivit bruten. 
Det är många livsöden som vävs samman i boken: Karl-Arthur själv, predikanten med sina självförgörande ideal av självförnekelse och uppoffring, den praktiska dalkullan Anna Svärd, som håller på sitt eget in i det sista och inte vill dela med någon vare sig i himmelen eller på jorden, Charlotte Schagerström som lever lycklig med sin man men ändå inte kan glömma Karl-Arthur, den motbjudande Thea Sundler, "skojarbaronen" Göran Löwensköld, en kavaljersfigur, samt hela den Löwensköldska släkten i Karlstad och på Hedeby gård. I berättelsen vävs det också in många episoder vid sidan av handlingen, sagor och folksägner, i Lagerlöfs karakteristiska berättarstil.

## Handling
Berättelsen börjar direkt efter det att den tidigare boken, Charlotte Löwensköld, slutade. Karl-Arthur Ekenstedt lämnade under stor uppståndelse sin familj i Karlstad under en fest, då de försökte skilja honom från hans fattiga fästmö Anna Svärd. När Karl-Arthur begav sig av från festen föll hans mor, överstinnan, så illa att hon nu är sängliggande.
Thea Sundler, organisthustrun som är förälskad i Karl-Arthur och var den som orsakade allt elände i den förra boken, övertalar Karl-Arthur att resa till Karlstad för att träffa sin mor. Hon gör detta därför att hon träffat en överenskommelse med Charlotte, som i gengäld gått med på att gifta sig med brukspatron Schagerström och därmed försvinna ur Karl-Arthurs liv. Men på grund av Thea reser Karl-Arthur med helt fel inställning - han förväntar sig att hans mor ska be om ursäkt, inte att de gemensamt ska försonas. När han så träffar sin mor inser överstinnan slutligen hur självisk och kärlekslös sonen är, och det är mer än hon mäktar med. Hon får ett slaganfall, och översten kastar ut Karl-Arthur ur huset. 
Anna Svärd återvänder till sin hemby i Dalarna fylld av drömmar om att bli fri från sitt hårda liv. Hon tror att hon nu ska få det bra som prästfru, men efter bröllopet och väl i Korskyrka visar det sig att Karl-Arthur införskaffat den uslaste gården i bygden, eftersom han naivt svärmar för att leva i fattigdom. Thea väntar på dem och har redan inrett rummen - Anna ska bo i köket medan Karl-Arthur ska hålla till i kammaren som inretts som ett herrskapsrum. 
Karl-Arthurs förmåga att engagera och fängsla människorna med sitt fina tal har lämnat honom, precis som Charlotte förutspådde i den förra boken. Varje gång han ska tala i predikstolen tycker han sig se sin mor i församlingen, vilket får honom att tappa bort sig. Anna räknar ut att det är Thea som påverkar honom, men hennes försök att hålla Thea från kyrkan misslyckas och leder till ytterligare slitningar mellan makarna.
I den förra boken räddade Karl-Arthur storslaget en föräldralös syskonskara på tio barn från att skiljas åt på en barnauktion. De bor nu i granngården och Anna tar sig an dem, vilket först gör Karl-Arthur rörd. Han tröttnar dock snart på allt skratt och ståhej som stör honom när han sitter på sin kammare. Thea lyckas leta rätt på avlägset boende släktingar till barnen som kan ta hand om dem, och de reser iväg. Anna, som blivit gravid, faller i en djup depression av saknad. I upprorsanda bjuder hon slutligen in två bekanta karlar för att spela kort. Karl-Arthur får ett raseriutbrott och får kastas in på sitt rum. Han planerar att ge sig på Anna så snart hon blivit ensam, men hon låser om sig och när han sedan går en tur på morgonen lämnar hon huset.
Karl-Arthur stöter under sin promenad ihop med Charlotte och de pratar om sina minnen av varandra. Schagerström råkar se dem och misstänker att Charlotte inte älskar honom. Han orsakar sedan med vilje en olycka i sitt sågverk och är nära döden, men försonas med Charlotte och väljer livet.
Karl-Arthur beslutar sig för att bli en vandrande präst och drar planlöst iväg från sitt hem med Thea i sällskap. Anna, som begett sig till Karlstad och fått hjälp av Karl-Arthurs syster Jaquette att få ett gåva på tretusen riksdaler av överste Ekenstedt, ser dem hålla en föreställning på en marknad, där Thea lockar åhörare med sin vackra sång och Karl-Arthur håller en inspirerande predikan. När Anna går därifrån stöter hon ihop med ett par tiggarkärringar som drar runt med en skock barn. Det visar sig vara de tio syskonen som togs ifrån henne, och hon tar åter hand om dem. 
I den tredje och sista delen av boken återvänder handlingen till Hedeby, Löwensköldarnas herresäte. Där lever nu baron Adrian i stor bitterhet över att endast ha fått fem döttrar. Han önskar sig förtvivlat en son. Så kommer hans bror Göran, som i sin ungdom övergav hemmet och blev en landstrykare, på besök under en snöstorm och lämnar sitt barn till brodern. Adrian blir lurad och tror att det är en pojke, men det visar sig vara en flicka. Göran hittas dagen efter död i ett dike.
Adrian vill skicka bort brorsdottern, men innan dess kommer Charlotte på besök för att adoptera en av flickorna. Hon faller genast för Görans dotter.
Under en promenad med Charlotte pratar baronens hustru om förbannelsen som vilar över Löwensköldarna, som utslungades av Marit i den första boken i trilogin. Här avslöjas det att Thea är dotter till Malvina Spaak, som älskade den förre baron Adrian och återförde general Löwenskölds ring till familjegraven. Hustrun har även bevittnat vad Karl-Arthur och Thea förvandlats till efter åren som landstrykare. När de nu dyker upp på marknader kan Thea inte längre sjunga rent och Karl-Arthur predikar inte, utan han skäller på allt och alla, rasande och förbittrad över den vändning hans liv tagit. Våldsamt hat råder mellan honom och Thea, och folk skrattar ut dem.
När de två kvinnorna kommer tillbaka från promenaden får de veta att Thea och Karl-Arthur varit på Hedeby och kidnappat Görans dotter. Adrian och Charlotte tar upp jakten, som slutar i katastrof. Kidnapparnas släde går genom isen och baronen drunknar då han förgäves försöker rädda barnet. Båda dör. Därmed är dock Marits spådom uppfylld - tre Löwensköldare, Göran, Adrian och barnet, har mött en våldsam död.
Charlotte tar med sig den näst intill tokige Karl-Arthur i sin släde tillbaka mot Hedeby. Han uttrycker sitt hat mot människorna och hennes avsky växer. När Thea och deras kumpaner kommer ikapp är Karl-Arthur på väg att gå till dem som en marionett, men så  bönfaller han plötsligt Charlotte om hjälp, då hon är den enda som kan rädda honom från Thea. De bryter sig förbi landstrykarna och tar sig till Hedeby.
Karl-Arthur reser sedan till Afrika som missionär, och där lär han sig äntligen att älska människorna. Boken slutar med att han återvänder till Korskyrka för att samla bidrag till sin verksamhet, och kommer för att besöka Anna, som arbetat ihop en förmögenhet med barnens och startkapitalets hjälp. Om de verkligen försonas lämnas oklart.

## Filmatiseringar
- 1930 – Charlotte Löwensköld, regisserad av Gustaf Molander, med Gertrud Pålson-Wettergren som Anna Svärd.
- 1979 – Charlotte Löwensköld, regisserad av Jackie Söderman, med Arja Saijonmaa som Anna Svärd.